# Atemptat de Suruç
L'atemptat de Suruç va ser un atac terrorista que va succeir en la part externa del Centre Cultural Amara, en el districte rural de Suruç, localitzat a la província de Şanlıurfa, a Turquia, el 20 de juliol de 2015. En total, 32 persones van morir i altres 104 van quedar ferides.
L'atemptat tenia com a objectiu els membres de la Federació d'Associacions de la Joventut Socialista (SGDF), branca juvenil del Partit Socialista dels Oprimits (ESP), que tenien la intenció d'oferir una declaració a la premsa sobre la reconstrucció de la ciutat siriana de Kobani quan va succeir l'atac. Kobani, que està a aproximadament 10 quilòmetres de Suruç, estava encerclada per les forces del grup Estat Islàmic de l'Iraq i del Llevant (ISIL). Més de 300 membres de la SGDF havien vingut d'Istanbul a Suruç per participar dels treballs de reconstrucció a Kobani, i estaven allotjats al Centre Cultural d'Amara, mentre es preparaven per travessar la frontera. L'explosió, que va ser registrada en vídeo, va ser identificada com causada per una bomba de fragmentació detonada, tot i que inicialment es va creure era un atac suïcida.
Algunes evidències preliminars ja apuntaven a la implicació de l'ISIL, la qual cosa va ser confirmada un dia després de l'atac, quan l'organització terrorista va assumir la responsabilitat per l'atemptat. Estat Islàmic va prendre la decisió de prosseguir amb operacions més actives al territori turc pocs dies abans de l'atac. Şeyh Alagöz Abdurrahman, un estudiant de 20 anys d'edat d'Adıyaman, amb possibles connexions amb l'ISIL, va ser identificat com l'autor de la massacre. Amb l'excepció d'un enfrontament no planejat entre militants de l'ISIL i soldats turcs al març de 2014, aquest va ser el primer atac planejat en terra turca fet per l'Estat Islàmic. El bombardeig va tenir com a conseqüència l'entrada de Turquia en la intervenció militar a Síria i a l'Iraq, on les operacions de combat al terrorisme a gran escala contra objectius de l'ISIL i d'altres organitzacions terroristes va començar el 24 de juliol.
L'atac va ser fortament condemnat per la comunitat internacional, a més d'haver tingut com a conseqüència que el Partit de la Justícia i Desenvolupament (AKP), que governa el país, prometés tancar la frontera turco-siriana. L'oposició va criticar el govern per no haver protegit la frontera abans.

## Reaccions

### A Turquia

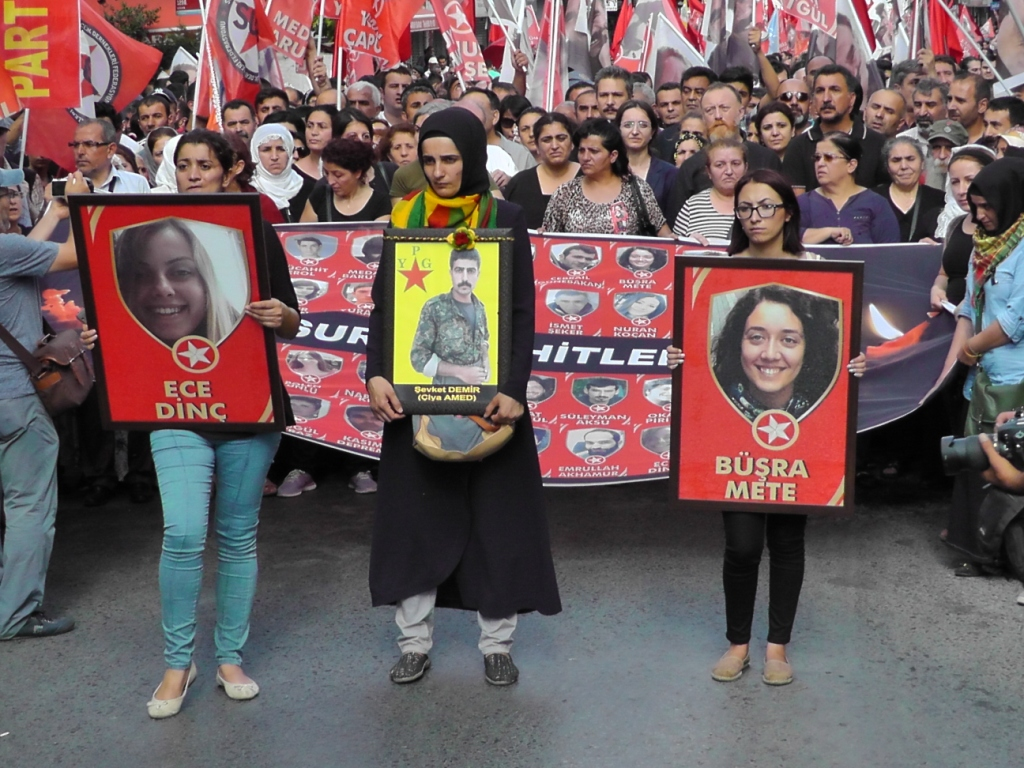
Manifestació en record de les víctimes de l'atac

El Primer Ministre de Turquia, Ahmet Davutoğlu, va organitzar un comitè de crisi i va enviar el Vice Primer Ministre Numan Kurtulmuş, el Ministre de l'Interior Sebahattin Öztürk i el Ministre de Treball i Seguretat Social Faruk Çelik a Suruç per seguir els esdeveniments. El Vice Primer Ministre Yalçın Akdoğan va condemnar l'atemptat, afirmant en xarxes socials que Turquia mai no cediria davant d'aquest tipus d'atacs.
El President de Turquia, Recep Tayyip Erdoğan, es trobava a Xipre del Nord en el moment de l'atac. En unes declaracions que va oferir, va condemnar l'atac i va presentar els seus condols als familiars de les víctimes. A més, va afirmar que els ministres del govern continuarien amb les seves investigacions. L'expresident Abdullah Gül també va condemnar l'atac i va presentar el seu condol.
El Governador of Şanlıurfa, İzzettin Küçük, va confirmar que l'explosió fou conseqüència d'un atac suïcida, però es va generar certa controvèrsia quan es va saber que prèviament havia afirmat que no hi havia registrada cap amenaça per part d'ISIL sobre Şanlıurfa abans de l'atac.
El Ministeri de l'Interior va avisar poc després de l'atac que el nombre de víctimes podia augmentar, i va afegir que els autors serien capturats i portats davant de la justícia el més aviat possible.
El portaveu del Partit Democràtic del Poble (HDP) Selahattin Demirtaş va afirmar que el Partit de la Justícia i el Desenvolupament (AKP), en el poder, era responsable de l'atemptat, i va dir que l'atac no hauria tingut lloc sense la concurrència de l'estat. La portaveu parlamentària de l'HDP, Pervin Buldan, va fer pública una declaració on afirmava que l'HDP tractaria l'atemptat com un atac suïcida perpetrar per l'ISIL mentre no hi hagués informació addicional més fiable. El membre del parlament Dengir Mir Mehmet Fırat, de l'HDP, va afirmar que l'objectiu de l'atac era la pròpia República de Turquia. La mebre del parlament Meral Danış Beştaş (HDP), d'Adana, va qualificar l'atac com una 'massacre' i va afirmar que el Comitè Executiu Central de l'HDP es reuniria per tractar el tema de l'atemptat.
El Partit Republicà del Poble (CHP), a l'oposició, també va enviar una delegació a Suruç formada per 10 membres del parlament, liderada pel seu líder Sezgin Tanrıkulu. Un altre líder del CHP, Gürsel Tekin, va afirmar que el seu partit havia avisat consistentment el govern de què la frontera entre Síria i Turquia s'havia deixat sense defenses, mentre que Tanrıkulu va criticar l'AKP per ser responsable de la situació de Turquia.
La Confederació Democràtica del Kurdistan (KCK) va defensar que l'AKP n'era responsable, acusant l'AKP de fundar l'ISIL i, per tant, contribuint als seus atacs terroristes. El Partit dels Treballadors del Kurdistan (PKK) va culpar el govern turc de l'atemptat, afirmant que el fovern està conspirant amb l'ISIL.

### Reaccions internacionals
- Armènia: el president armeni Serzh Sargsyan va publicar una declaració on condemnava l'atac i oferia el seu condol a les famílies de les víctimes.[21]
- Txèquia: el Ministeri d'Afers Exteriors de Txèquia va condemnar amb contundència l'atemptat, i va mostrar la seva profunda compassió amb les famílies de les víctimes. El ministeri va afirmar que els autors serien portats davant de la justícia.[22]
- Unió Europea: el Comissari Europeu d'Ampliació i Política Europea de Veïnatge, Johannes Hahn, va expressar el seu condol al poble de Suruç mitjançant el seu compte de Twitter,[23] apuntant que, de nou, la Guerra Civil siriana ha influït tràgicament els seus països veïns.[24][25]
- Alemanya: el Ministre d'Afers Exteriors d'Alemanya, Frank-Walter Steinmeier, va afirmar que Turquia era un soci important en la lluita contra el terror, i va oferir el seu condol amb els ferits i les víctimes de l'atac. Va afirmar que l'atemptat dirigit contra la gent jove va ser particularment terrible.[26]
- Grècia: l'ala esquerra del partit Syriza al poder va publicar una declaració on afirmava que continuaria la feina dels seus 32 camarades caiguts.[27]
- Xipre del Nord: el President de Xipre del Nord, Mustafa Akıncı, va fer una declaració de premsa conjuntament amb el president turc Recep Tayyip Erdoğan, que estava de visita a Xipre del Nord quan es va produir l'atemptat. En aquesta declaració, Akıncı va afirmar que el terrorisme sempre s'hauria de condemnar, independentment del seu origen o dels seus mètodes.[28]
- Pakistan: l'ambaixada pakistanesa a Ankara va publicar una declaració reiterant la condemna incondicional de Pakistan a qualsevol forma de terrorisme, i oferint el seu condol al govern turc i als ciutadans de Turquia.[29]
- Regne Unit: el Secretari d'Estat d'Afers Exteriors i del Commonwealth, Philip Hammond, va publicar una declaració a Twitter on condemnava l'atemptat i oferia el seu condol als ferits i a les famílies dels morts.[30]
- EUA: l'ambaixada dels EUA a Ankara va declarar que condemnava l'atemptat i oferia el seu condol a les famílies de les víctimes mortals.[29]